# De penismixen
De penismixen is een Nederlandstalige ep van de Belgische band De Lama's uit 1994.

## Tracklist
De ep bevatte de liedjes:
1. De ideale danst
2. Dans ma petite culotte
3. Blödes Schweinefleish
4. De ideale penis (de ideale instrumental)
5. The Penis Doesn't Sing

## Meewerkende artiesten
- Kloot Per W (gitaar, zang, programmatie)
- Joris Decaesstecker (basgitaar)
- Steven De Cort (drums)
- Mies Meulders (zang)
- Peter Slabbynck (zang)